# 拉拉沃爾
拉拉沃爾（西班牙語：La Labor），是洪都拉斯的城鎮，位於該國西部，由奧科特佩克省負責管轄，始建於1775年，面積103.77平方公里，海拔高度995米，2001年人口6,420，人口密度每平方公里61.87人。
14°29′N 89°00′W / 14.483°N 89.000°W